# Lightshot
Lightshot — програма,⁣ яка здійснює знімки екрана для Windows, macOS і Ubuntu, працює як ножиці з Windows, надаючи додаткові можливості для редагування зображення та публікації його в Інтернеті. Розробниками цього ПЗ є компанія SkillBrains із Російської Федерації.
Програма замінює обробник кнопки PrtScr за замовчуванням та перехоплює її для свого запуску, після чого картинка на екрані завмирає та користувач може обрати потрібну йому область.
Після того, як область обрана у правому нижньому куті з'являється набір кнопок для здійснення різних дій з зображенням. Допустимі дії включають редагування, збереження, копіювання в буфер обміну, пошук подібних зображень у Google, поширення через Інтернет включаючи соціальні мережі, друк і також публікація на сайті програми. Опубліковані картинки будуть розміщуватися за адресою prnt.sc. У користувача є можливість зареєструватися на сайті prntscr.com і зберігати історію своїх скриншотів.
Lightshot також підтримує комбінації клавіш для всіх операцій. Найбільш зручними є стандартні Ctrl+C для копіювання в буфер та Ctrl+S для збереження. Також можна зробити швидкий знімок цілого екрану за допомогою⇧ Shift+PrtScr, абоCtrl+PrtScr для швидкої публікації на prnt.sc. Самі ж поєднання клавіш можна по бажанню налаштувати.

##### Плагін для браузерів
Крім версій для Windows та macOS існують розширення для браузерів: Google Chrome, Mozilla Firefox, Internet Explorer та Opera. Що дає можливість обмежено використовувати її на пристроях з Chrome OS. З даним розширенням ви зможете зробити знімок частини відкритого сайту, решта ж функціоналу залишається незмінною.

##### Редагування

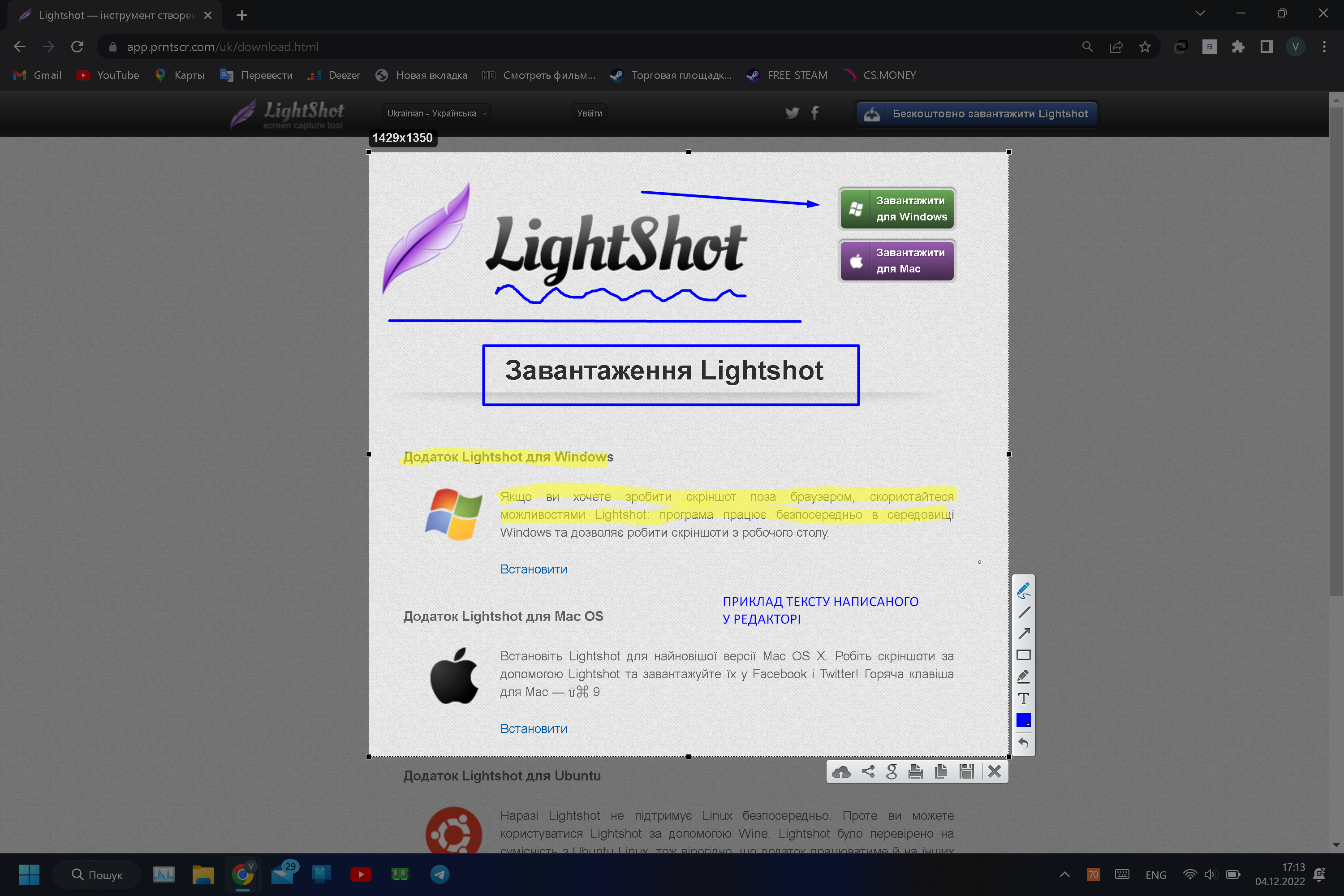
Приклад редагування

Lightshot дозволяє зробити попереднє редагування знімка екрана перед його збереженням чи поширенням. Є можливість малювати по ньому будь-яким кольором, будувати лінії, прямокутники та стрілки, виділяти певну область напівпрозорим маркером, а також писати друкованим текстом.

## Конфіденційність
Доступ до зображень, що завантажуються на сервер, надається за короткими посиланнями, що складаються з цифр та букв латинського алфавіту. Таким чином, шляхом простого перебору будь-який користувач може отримати доступ до зображень інших користувачів. Нерідко серед них зустрічаються такі, на яких можна знайти персональні дані, особисті фотографії та іншу інформацію, потрапляння якої в чужі руки може становити небезпеку для авторів зображень, що не прочитали умови користування.